# IC 3629A
IC 3629A је спирална галаксија у сазвјежђу Береникина коса која се налази на листи објеката дубоког неба у Индекс каталогу.
Деклинација објекта је + 13° 32' 55" а ректасцензија 12h 39m 49,2s. Привидна величина (магнитуда) објекта IC 3629 износи 15,6 а фотографска магнитуда 16,4. IC 3629A је још познат и под ознакама MCG 2-32-167, PGC 42390.